# Sympherobius limbus
Sympherobius limbus is een insect uit de familie van de bruine gaasvliegen (Hemerobiidae), die tot de orde netvleugeligen (Neuroptera) behoort. 
Sympherobius limbus is voor het eerst wetenschappelijk beschreven door Carpenter in 1940.